# Тальково поле
«Талько́во по́ле» — картина художника Валерия Балабанова. Начата в 1991 году после убийства Игоря Талькова, завершена в 1994 году. Представлена автором в этом же году на презентации в кино-концертном зале «Варшава» в Москве. Картина используется в школьных программах России в качестве материала для проведения вечеров памяти Игоря Талькова в старших классах.

## История создания
Валерий Балабанов приступил к написанию картины после убийства Игоря Талькова, произошедшего в октябре 1991 года. Завершена картина была в 1994 году. После завершения картина была представлена в кино-концертном зале «Варшава» в Москве на вечере памяти Игоря Талькова. На презентации присутствовала мать Талькова Ольга Юльевна.
Картина была отмечена публикациями в научных журналах. На протяжении второй половины 1990-х — 2000-х годов «Тальково поле» экспонировалось на многочисленных художественных выставках. Картина используется как материал для рассмотрения в программах вечеров памяти Игоря Талькова, организуемых повсеместно с 1990-х годов в старших классах в школьных учреждениях Российской Федерации.

## Композиция
На картине Игорь Тальков идет с воинством, а над ним бьются чёрный ворон и белый сокол. Белый сокол побеждает, чёрный ворон падает. «Тальково поле» — по аналогии с Куликовым полем, это поле битвы за Россию. Над Тальковым раскачиваются «державные колокола души нашей». Они без языков, потому что народ безмолвствует.
Тальково поле представляет собой авторское видение еще одного ратного поля России, которое выделяет Балабанов, наряду с Куликовым, Бородинским и Прохоровским полями.
Автор картины Валерий Балабанов неоднократно повторял в своих описаниях картины, что она написана «не на смерть Поэта … а к светлому празднику рождения Поэта и Певца России».

## Критика
Русский поэт и журналист Андрей Шацков назвал в 2005 году картину Балабанова «Тальково поле» «ставшей уже почти хрестоматийной». В основе фамилии Балабанов, — пишет поэт — лежит древнеславянское слово «балобан», что означает «сокол». Не этот ли белый сокол «сшибает в яростной воздушной схватке чёрного ворона на картине „Тальково поле“»? — ставит вопрос Шацков.
По мнению спецкора газеты «Гудок» Игоря Логвинова картина «Тальково поле» является одной из тех, которые снискали Балабанову «славу художника, выпестованного русской историей и взращенного русской культурной традицией».

## Дополнительная информация
- В Самаре в 2003 году по инициативе художника Владимира Мухина и журналиста Александра Игнашова при участии самарской телекомпании РИО был организован цикл телевизионных передач с названием «Тальково поле»[8]. В качестве заставки передачи была взята фигура Талькова с картины Балабанова «Тальково поле». Передача позиционируется как содействующая патриотическому воспитанию молодёжи[8]. Первые выпуски этой передачи были посвящены непосредственно Игорю Талькову, впоследствии тематика программы расширилась.
- Сам автор, Валерий Балабанов, неоднократно рассказывал в своих описаниях картины, что она написана под впечатлением видений, связанных с образом Игоря Талькова, его матери, погибших за Отечество сыновей и их матерей, а также роли творчества Талькова в истории России, которые были изначально явлены художнику. Также мотивы написания картины Балабанов соотносит со смертью своего единственного 22-летнего сына Николая, военнослужащего, убитого вместе с двумя своими армейскими сотоварищами в том же 1991 году, что и Игорь Тальков[1][2][9].